# Văn miếu Xích Đằng
Văn miếu Xích Đằng hay còn gọi là Văn miếu Hưng Yên là một di tích quan trọng trong quần thể di tích Phố Hiến. Văn miếu Xích Đằng là văn miếu thuộc hàng tỉnh, được xây dựng vào khoảng năm 1701, hiện tại thuộc địa phận thôn Xích Đằng, phường Lam Sơn, thành phố Hưng Yên, tỉnh Hưng Yên.
Văn miếu thờ Khổng Tử người sáng lập đạo Nho và thờ Vạn thế sư biểu Chu Văn An - nhà sư phạm tài năng đức độ thời Trần.
Xưa kia, Văn Miếu là nơi tổ chức các cuộc thi Hương và sát hạch thí sinh đi dự kì thi Hương. Vào mỗi dịp xuân thu nhị kỳ, nơi đây còn tổ chức tế lễ. Chủ tế là các quan đầu tỉnh cùng chức sắc, nho sinh. Nơi đây cũng thường xuyên tổ chức các cuộc thi bình văn, thơ của nho sĩ yêu nước.
Văn miếu Xích Đằng có tên như vậy vì được xây dựng trên đất làng Xích Đằng, xưa kia là văn miếu của trấn Sơn Nam căn cứ vào khánh, chuông còn lại ở văn miếu.
Hệ thống quần thể di tích Văn miếu Xích Đằng đã được Bộ Văn hóa – Thông tin (nay là Bộ Văn hóa, Thể thao và Du lịch) xếp hạng là di tích lịch sử năm 1992.

## Lịch sử
Xây dựng từ cuối thời Lê - thế kỷ 17 (khoảng năm 1701) và được trùng tu, tôn tạo lớn vào năm Minh Mạng thứ 20 (Kỉ Hợi - 1839) trên nền của ngôi chùa cổ Nguyệt Đường, xã Nhân Dục, tổng An Tảo, huyện Kim Động xưa, nay là phường Lam Sơn, thành phố Hưng Yên, tỉnh Hưng Yên.
Dấu tích còn lại đến ngày nay là 2 tháp đá: Phương Trượng tháp và Tịnh Mãn tháp.
Hiện tại Văn miếu đang thờ Khổng Tử, người được suy tôn là "Vạn thế sư biểu", và các chư hiền của Nho gia. Cùng thờ với Khổng Tử là Chu Văn An, người thầy giáo, người hiệu trưởng đầu tiên của Trường Quốc Tử Giám.
Trước cách mạng tháng Tám năm 1945, Văn miếu Xích Đằng là cơ sở hoạt động bí mật của Trung ương, xứ ủy Bắc kỳ, tỉnh ủy Hưng Yên.
Năm 1992, Văn miếu Hưng Yên được Bộ Văn hóa - Thông tin xếp hạng là di tích lịch sử.

## Kiến trúc

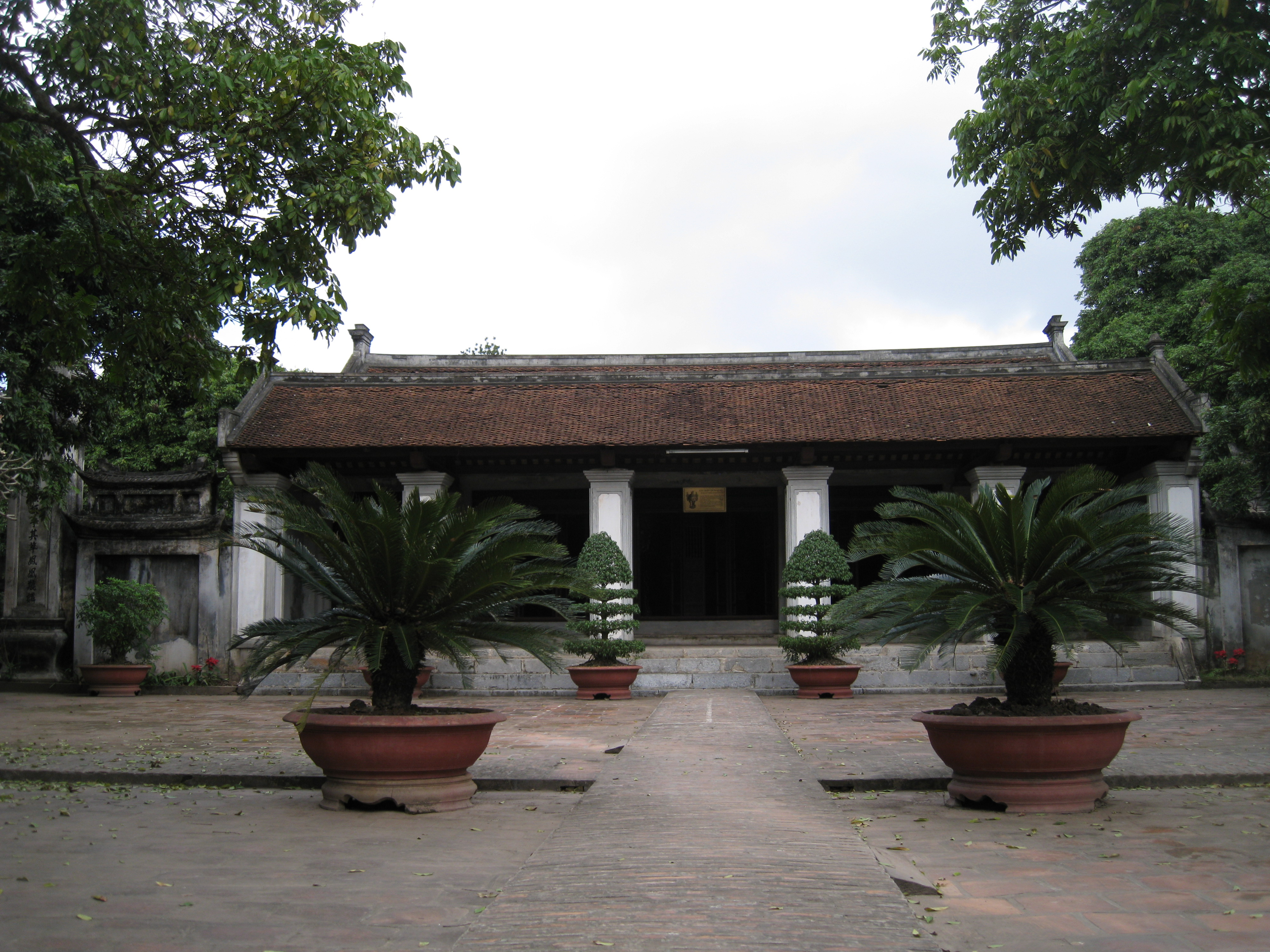
Mặt trước nhà tiền tế thuộc khu nội tự

Mặt tiền Văn miếu quay hướng Nam, nghi môn được xây dựng đồ sộ, bề thế, mang dáng giống
cổng Văn miếu - Quốc Tử Giám.
Khuôn viên Văn miếu rộng 6.000 m2, bao gồm các công trình kiến trúc tam quan, lầu chuông, lầu khánh, hai dải vũ, khu chính và khu tháp thờ. Tam quan Văn miếu xây dựng theo kiến trúc "chồng diêm hai tầng tám mái". Đây là công trình kiến trúc đặc sắc vẫn giữ nguyên vẹn từ khi xây dựng và còn được lấy làm biểu tượng tỉnh Hưng Yên.
Phía trong cổng có sân rộng, ở giữa sân là đường thập đạo, hai bên sân có lầu chuông và lầu khánh cùng 2 dãy tả vu, hữu vu. Hai dãy này hiện nay được dùng để trưng bày các hình ảnh và hiện vật liên quan đến giáo dục của tỉnh Hưng Yên.
Khu nội tự có kết cấu kiến trúc kiểu chữ Tam (三), bao gồm: tiền tế, trung từ và hậu cung, kiến trúc giống nhau, được làm theo kiểu vì kèo trụ trốn. Toàn bộ khu nội tự Văn miếu tỏa sáng bởi hệ thống đại tự, câu đối, cửa võng và hệ thống kèo cột đều được sơn thếp phủ hoàn kim.
Hệ thống mái của các tòa được làm liên hoàn kiểu "Trùng thiềm điệp ốc".

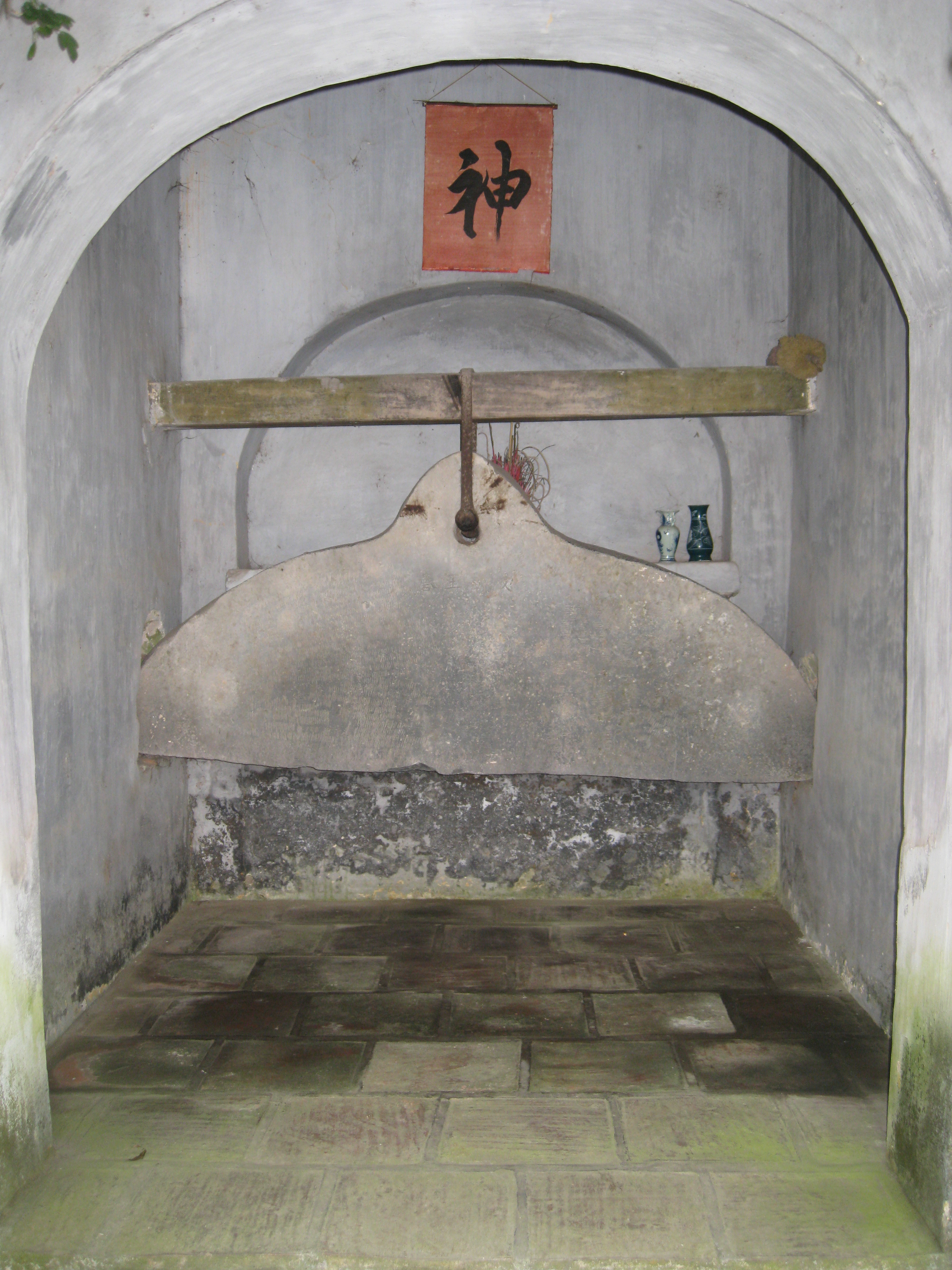
Khánh đá
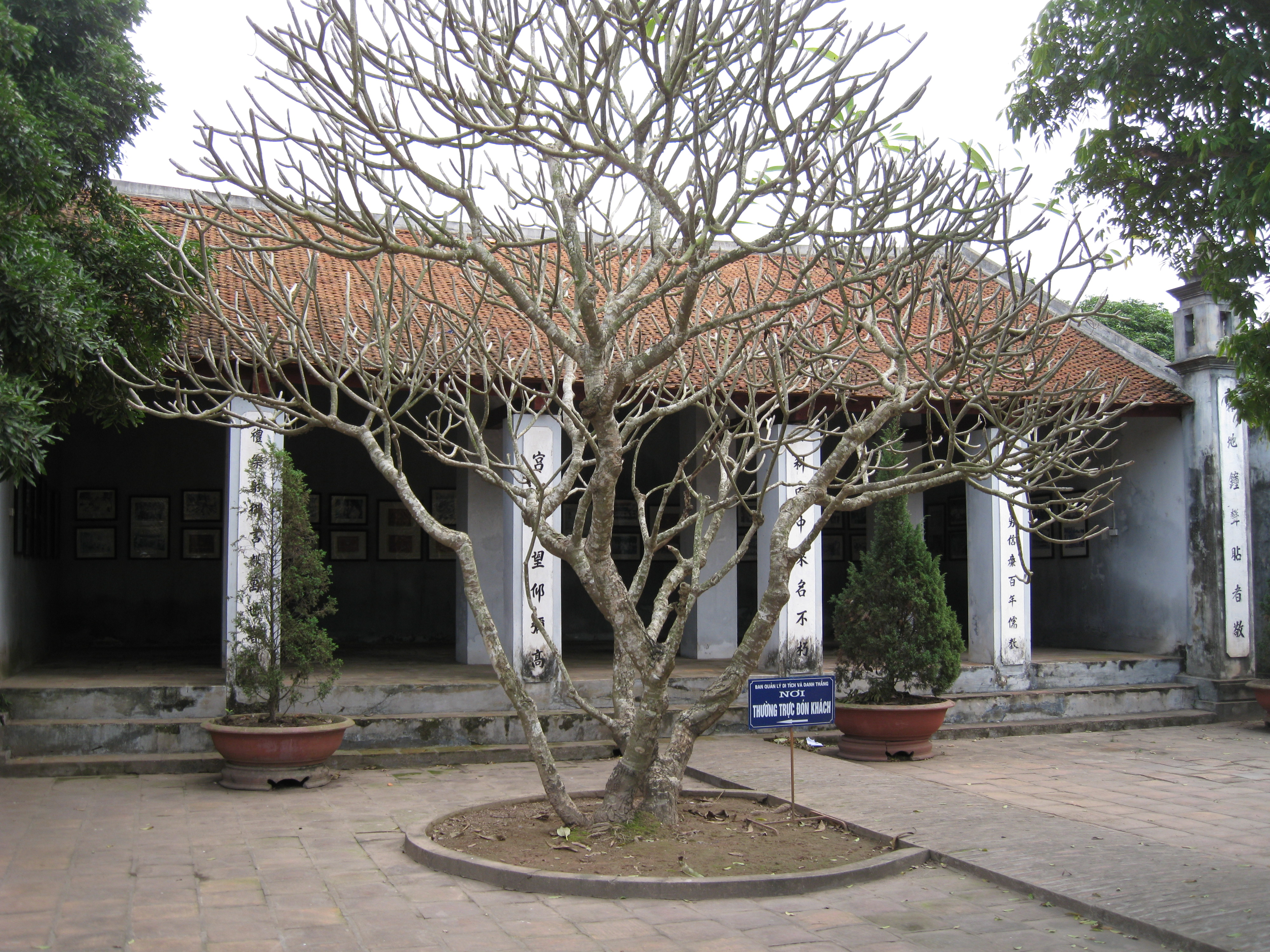
Hữu vu

## Hiện vật

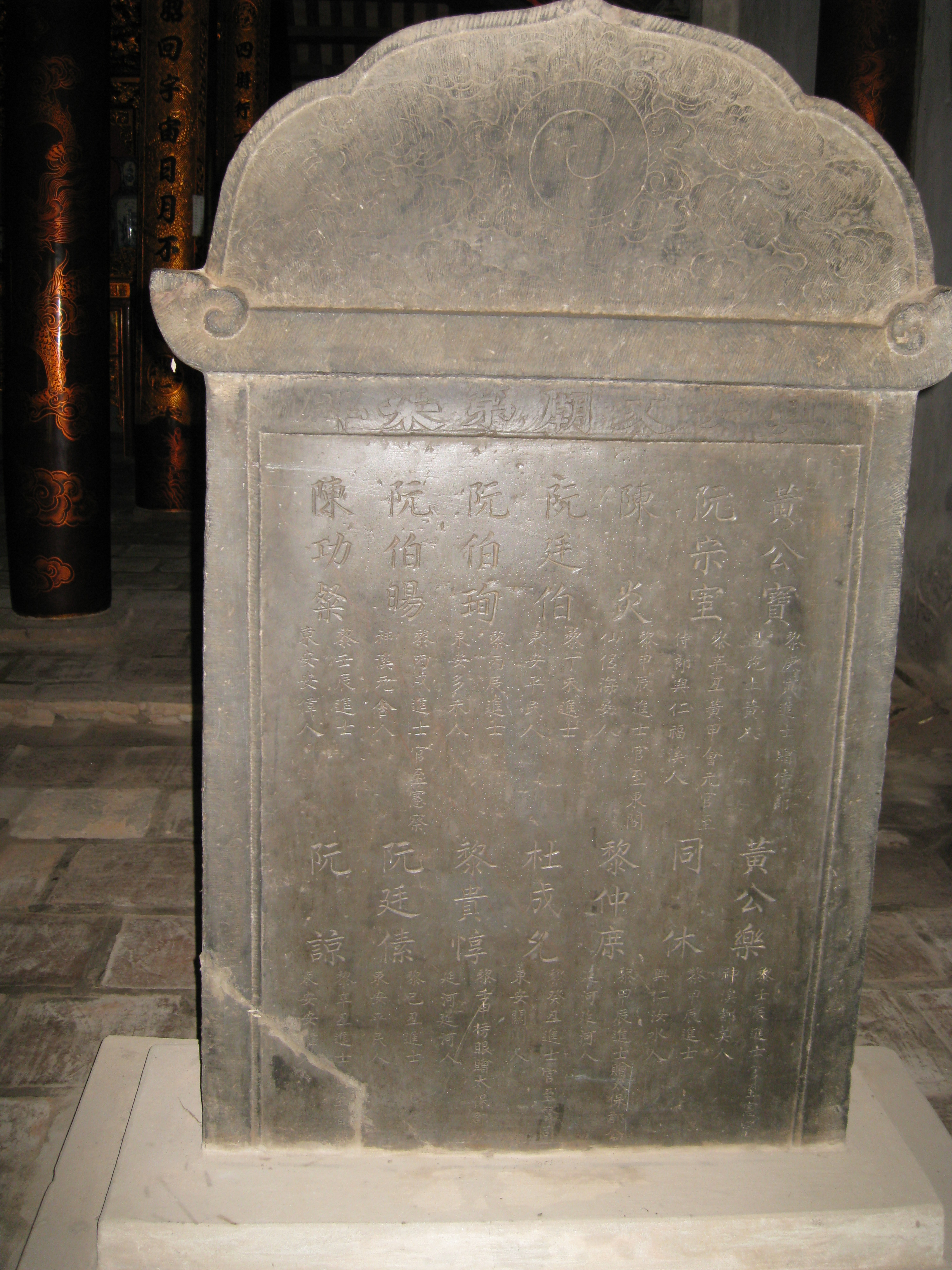
Một trong 9 tấm bia đá

Hiện vật còn lại của Văn miếu hiện nay là 9 tấm bia đá, trong đó 8 bia được lập năm Đồng Khánh thứ 3 (1888), một bia được lập năm Bảo Đại thứ 18 (1943) ghi danh các nhà khoa bảng Hưng Yên. Có 138 vị đỗ đại khoa được ghi khắc vào bia từ thời Trần đến năm 1919 - khoa thi cuối cùng khoa cử nho học, trong đó có 21 vị nay thuộc địa phận tỉnh Thái Bình (phủ Tiên Hưng trước kia thuộc Hưng Yên, nay thuộc Thái Bình).
Các huyện có người đỗ đạt cao như Văn Giang, Ân Thi, Yên Mỹ, văn Lâm, Kim Động, trong có một số dòng họ khoa bảng tiêu biểu như họ Dương ở Lạc Đạo, Văn Lâm có 9 vị, họ Hoàng ở Thổ Hoàng, Ân Thi có 10 vị, họ Lê ở Liêu Xá, Yên Mỹ có 6 vị.
Học vị cao nhất là Trạng nguyên Tống Trân, người thôn An Cầu, huyện Phù Cừ, đời Trần, Trạng nguyên Nguyễn Kỳ người xã Bình Dân, huyện Khoái Châu, triều Mạc. Chức vụ cao nhất là Lê Như Hổ, quận công triều Mạc.

## Lễ hội
Văn miếu xưa kia có 2 mùa lễ hội, trọng hội là ngày 10/2 và ngày 10/8 âm lịch hàng năm. Cứ vào các ngày trọng hội, các vị nho học và quan đầu tỉnh phải đến Văn miếu tế lễ để thể hiện nề nếp nho phong, tôn sư trọng đạo, làm gương cho con cháu, cầu mong sự nghiệp giáo dục ngày càng tiến bộ.
Ngày nay, vào ngày đầu xuân tại Văn miếu có tổ chức sinh hoạt văn hóa, đó là tổ chức tế lễ, dâng hương, triển lãm thư pháp, hát ca trù, từng bước khôi phục lại lễ hội xưa. Đặc biệt vào 2 ngày mùng 4-5 tết âm lịch, tại văn miếu Xích Đằng còn diễn ra ngày hội xin chữ. Tại đây, các ông đồ viết chữ thư pháp Hán theo yêu cầu (tương tự ngày xin chữ ở văn miếu Quốc Tử Giám-Hà Nội).